# Austroamotura puntatiscutum
Austroamotura puntatiscutum är en stekelart som beskrevs av Girault 1934. Austroamotura puntatiscutum ingår i släktet Austroamotura och familjen gallglanssteklar. Inga underarter finns listade.